# Glen De Boeck
Glen De Boeck, belgijski nogometaš in trener, * 22. avgust 1971, Boom, Belgija.
De Boeck je večino svoje igralske kariere preživel v R.S.C. Anderlechtu. Igral je tudi za belgijsko nogometno reprezentanco.